# Jagdgeschwader 28
Das Jagdgeschwader 28 war ein Verband der Luftwaffe der Wehrmacht im Zweiten Weltkrieg.

## Geschichte
Die I. Gruppe des Jagdgeschwaders 28 bildete sich am 14. Oktober 1940 aus der III. Gruppe des Jagdgeschwaders 52 in Bukarest-Pipera (Lage) in Rumänien, das zu dieser Zeit durch den Dreimächtepakt ein Verbündeter des Deutschen Reiches war. Ein Geschwaderstab oder weitere Gruppen existierten nicht. Das Geschwader war mit der Messerschmitt Bf 109E ausgestattet. Am 4. Januar 1941 wurde I. Gruppe wieder als III. Gruppe in das Jagdgeschwader 52 eingegliedert. Damit hatte das Geschwader aufgehört zu bestehen.